# Dancourt-Popincourt
Dancourt-Popincourt – miejscowość i gmina we Francji, w regionie Hauts-de-France, w departamencie Somma.
Według danych na rok 1990 gminę zamieszkiwało 136 osób, a gęstość zaludnienia wynosiła 23 osoby/km² (wśród 2293 gmin Pikardii Dancourt-Popincourt plasuje się na 861. miejscu pod względem liczby ludności, natomiast pod względem powierzchni na miejscu 792.).